# Tropico
Tropico ist eine sechsteilige Computerspiel-Reihe aus dem Wirtschaftssimulationsgenre, die nach einem gleichnamigen fiktiven Inselstaat benannt ist.
Schwarzer Humor ist ein wichtiger Bestandteil der Tropico-Reihe, vom Arrangieren „trauriger Unfälle“, über etliche Fidel-Castro-Satiren und Zitate berühmter Staatsoberhäupter bis hin zu treu ergebenen, aber unnützen Beratern. Ebenso wird das typische Karibikflair durch entsprechende Musik unterstrichen.

## Entwicklung
Während die ersten beiden Teile vom einstigen amerikanischen Studio PopTop Software entwickelt und durch Take 2 Interactive 2001 bzw. 2003 veröffentlicht wurden, übernahm ab dem dritten Teil der bulgarische Spieleentwickler Haemimont Games die Weiterführung der Reihe. Haemimont wurde vom deutschen Publisher Kalypso Media mit der Entwicklung beauftragt, da Kalypso die Markenrechte erworben hatte. Dieser dritte Teil wurde deutlich besser von den Kunden aufgenommen, als der vorhergehende zweite Teil. Der vierte Teil der Serie, Tropico 4 war für den PC seit dem 25. August 2011 verfügbar. Die deutschsprachige Macintosh-Version folgte als Tropico 3 Gold Edition im Januar 2012, wobei auf dieser Plattform wie bei Tropico Feral Interactive die Veröffentlichung übernahm. Tropico 2 – Die Pirateninsel war für den Macintosh von MacSoft Games portiert worden und erschien bei dem gleichen Unternehmen ebenfalls auf Deutsch.

## Spiele

### Tropico
Tropico erschien zuerst für die PC-Plattform und wurde anschließend für eine Veröffentlichung auf dem Macintosh und dessen System OS 8.5 und neuer umprogrammiert. Mit dem Aufkommen des OS X erschien eine kostenlose aber instabile Neufassung. 2002 kam für Windows-Nutzer die Erweiterung Paradise Island auf den Markt, welche dem Spiel neue Tourismusoptionen beifügten. Für die deutschsprachige Macintosh-Version wurde keine entsprechende Erweiterung entwickelt. Eine spätere Mucho-Macho-Edition (in Deutschland als Gold-Version vermarktet) beinhaltete die Erweiterung Paradise Island, zwölf neue Szenarien, einen Strategieführer und weiteres Bonusmaterial. 2009 wurde Tropico im „Reloaded“-Bundle, bestehend aus Tropico 1 und 2, auf gog.com in der Digitalen Distribution wiederveröffentlicht.

### Tropico 2: Die Pirateninsel
Anders als in den anderen Teilen der Reihe übernimmt der Spieler im zweiten Teil die Leitung der Insel „Tropico“ als mächtiger Piratenkönig. Seine Aufgabe ist es, als Freibeuter Schiffe anderer Nationen auszurauben und Gefangene zu nehmen. Das Spiel wurde um eine strategische Karte der Karibik erweitert, auf der der Spieler seinen Piratenkapitänen Zielorte für verschiedene Aufträge vorgibt. Aufgrund der Aufträge außerhalb der zu bewirtschaftenden Insel lässt sich das Gameplay von Tropico 2 als Mischung aus SimCity und Pirates! beschreiben.

### Tropico 3

Die Flagge des fiktiven Tropico

Im November 2008 kündigte der deutsche Spielepublisher Kalypso Media an, die Namensrechte an Tropico von Take Two gekauft zu haben und an einem dritten Teil der Serie zu arbeiten. Dieser wurde von Haemimont Games entwickelt, die bereits die Aufbaustrategiespiele Imperium Romanum und Grand Ages: Rome für Kalypso entwickelt haben. In Tropico 3 kann man, wie in Teil 1, wieder als Diktator über eine Karibikinsel herrschen. Eine Veröffentlichung von Tropico 3 für den PC erfolgte in Deutschland, Österreich und der Schweiz am 24. September 2009, die Xbox-360-Variante stand am 12. November 2009 in den Läden. Für den englischsprachigen Raum existierten verschiedene Termine, so erschien im Vereinigten Königreich die PC-Version am 6. und die Xbox-Variante am 13. November 2009. In den USA war die PC-Version ab Oktober 2009 erhältlich, das Xbox-Spiel wurde erst im Februar 2010 verfügbar gemacht. Zum dritten Teil gibt es seit dem 12. Mai 2010 die Erweiterung Tropico 3 – Absolute Power für den PC.

### Tropico 4
Knapp ein Jahr nach der Veröffentlichung von Tropico 3 kündigte Kalypso Media im August 2010 Tropico 4 an. Der erneut von Haemimont Games entwickelte dritte Teil erschien Ende August 2011 für PC und Xbox 360. Tropico 4 beinhaltet neue Missionen und Karten samt verbessertem Editor sowie zusätzliche Gebäudetypen und neue Möglichkeiten beim Volk unliebsame Beschlüsse „durchzudrücken“. Zudem wurden dem Spiel weitere Naturkatastrophen hinzugefügt. Politische Lager haben verschiedene politische und ideologische Gesinnungen. Nationale Agenten ausländischer Regierungen und ein erstmals vollumfängliches Handelssystem mit Im- und Export sind zudem verfügbar. Die Integration von Funktionalitäten Sozialer Netzwerke wie Facebook und Twitter ermöglicht die Kommunikation und Veröffentlichung von Errungenschaften aus dem Spiel heraus. Eine Special Edition erweitert das Spiel um eine zusätzliche Insel für den Sandbox-Modus und weitere Inhalte.

### Tropico 5
Der fünfte Teil der Serie erschien im Mai 2014 für Windows-PCs. Im Sommer 2014 folgte die Xbox-360-Version, im März 2015 erschienen die Versionen für Playstation 4, macOS und Linux. Größte Neuerungen sind eine neue Grafikengine, ein Vier-Spieler-Mehrspieler-Modus, eine sich über mehrere Epochen streckende Spielzeit und die Möglichkeit, Dynastien aufzubauen.

### Tropico 6
Tropico 6 ist im März 2019 für Windows, macOS und Linux erschienen. Es folgten Umsetzungen für Playstation 4, Xbox One und Nintendo Switch. Im Unterschied zu den vorherigen Teilen wurde Tropico 6 vom hessischen Entwicklerstudio Limbic Entertainment entwickelt, Erweiterungen auch vom Münchner Realmforge Studios.

### Tropico 7
Der angekündigte siebte Teil der Reihe wird von Gaming Minds Studios in Gütersloh entwickelt, die zuvor bereits an Railway Empire arbeiteten. Die Entwicklung von Tropico 7 wird mit 1,97 Mio. Euro staatlich gefördert und sollte ursprünglich bis Ende 2023 abgeschlossen sein.